# Thomaston (Georgia)
Thomaston település az Amerikai Egyesült Államok Georgia államában, Upson megyében, melynek megyeszékhelye is. Lakosainak száma 9816 fő (2020. április 1.).

## Népesség
A település népességének változása:

| 2010 | 9 170 |
| 2020 | 9 816 |